# 阿兰古伦
阿兰古伦（西班牙語：Aranguren）是西班牙纳瓦拉的一个市镇。总面积41平方公里，总人口4050人（2001年），人口密度99人/平方公里。